# ACM计算概观
ACM计算概观（ACM Computing Surveys）是计算机协会发行的一种同行评审的学术期刊。该期刊刊登计算机科学相关和计算相关的综述性文章。
ACM计算概观创建于1969年，首任主编是威廉·S·多恩（William S. Dorn）。
期刊引证报告指出，在所有的计算机科学期刊中，ACM计算概观拥有最高的影响因子。